# حرب الخلافة الأنطاكية

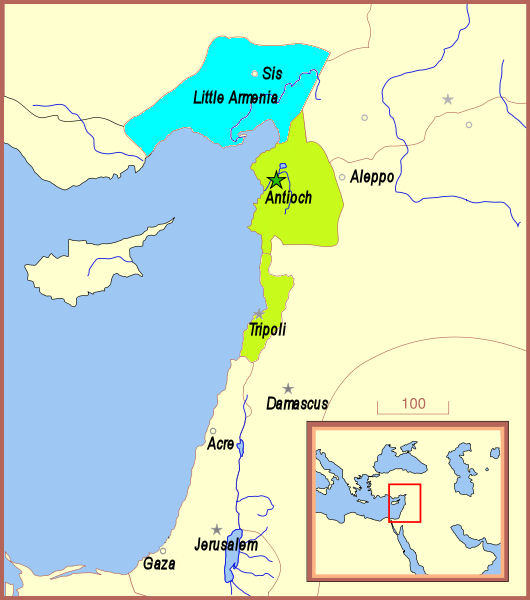
منطقة الشرق الاوسط حاليا شمال غرب سوريا

تتألف حرب الخلافة الأنطاكية من سلسلة من النزاعات المسلحة في شمال سوريا بين 1201 و1219. ارتبطت الحرب بالتنازع على خلافة بوهيموند الثالث أمير أنطاكية. كانت إمارة أنطاكية هي القوة المسيحية الرائدة في المنطقة خلال العقود الأخيرة من القرن الثاني عشر، لكن تحدت مملكة أرمينيا الصغرى (مملكة قيليقيا الأرمنية، المعروفة أيضًا بأرمينيا القيليقية) تفوقها. أدى الاستيلاء على قلعة باغراس الهامة في سوريا من قبل ليو الثاني ملك أرمينيا الصغرى إلى نشوب صراع طويل الأمد في أوائل تسعينيات القرن التاسع عشر. حاول ليو الاستيلاء على أنطاكية، لكن شكل المواطنون المتمتعون بالحكم الذاتي اليونانيون واللاتينيون تجمعًا إداريًا ومنعوا الجنود الأرمن من احتلال المدينة. مات الابن الأكبر لبوهيموند الثالث، ريموند عام 1197، تاركًا ابنه الرضيع ريموند روبن. والدته، أليس من أرمينيا، كانت ابنة أخت ليو الأول ووريثه المفترض. أكد بوهيموند الثالث والنبلاء الأنطاكيون حق ريموند روبن في خلافة جده في أنطاكية، لكن البلدية فضلت الابن الأصغر لبوهيموند الثالث (عم ريموند روبن) بوهيموند، كونت طرابلس.
استولى بوهيموند كونت طرابلس على أنطاكية بدون مقاومة بعد وفاة والده في أبريل 1201، لكن غادر العديد من النبلاء الإمارة بحثًا عن ملجأ في مملكة قيليقيا. غزا ليو إمارة أنطاكية في كل عام تقريبًا بين 1201 و1208، لكنه اضطر إلى العودة إلى مملكته في كل مناسبة لأن الظاهر غازي، أمير حلب الأيوبي، أو كايكوس الأول، السلطان السلجوقي لروم اقتحموا قيليقيا. في غيابه، دعم البابا إنوسنت الثالث في البداية ليو. ومع ذلك، أدى الصراع بين ليو وفرسان الهيكل على باغراس إلى حرمان ليو من هذا الدعم في عام 1208. خلال السنوات التالية، استولى ليو على حصون جديدة في سوريا، وتركها في عام 1213 كجزء من محاولة لتحسين علاقته بالكرسي الرسولي. مستفيدًا من عزلة بوهيموند الرابع، دخل ليو أنطاكية، وساعد ريموند روبين على الاستيلاء على الإمارة في عام 1216. قبل فترة طويلة، تخلى ليو عن باغراس وفقد الحصون الأرمنية في شمال جبال طوروس لصالح السلاجقة. رفع ريمون روبن الضرائب، مما قلل من شعبيته في أنطاكية. أصبحت علاقته مع ليو متوترة أيضًا، مما مكّن بوهيموند الرابع من استعادة أنطاكية عام 1219. ساهمت الحرب في إضعاف الدول المسيحية في شمال سوريا.

## خلفية
بعد أن دمر صلاح الدين، السلطان الأيوبي لسوريا ومصر، مملكة القدس في أواخر ثمانينيات القرن التاسع عشر، أصبحت إمارة أنطاكية القوة المسيحية الرئيسية في شمال سوريا. بحلول عام 1186، كان ليو الثاني، لورد مملكة قيليقيا الأرمنية، قد اعترف بالفعل بسيادة بوهيموند الثالث ملك أنطاكية، لكن علاقتهما أصبحت متوترة بعد أن اقترض بوهيموند المال من ليو لكنه فشل في سداده.
في عام 1191، استولى ليو على باغراس وأعاد بناءها، وهي قلعة ذات أهمية إستراتيجية استولى عليها صلاح الدين من فرسان الهيكل ثم دمرها قبل التخلي عنها. أمر بوهيموند ليو بإعادتها إلى فرسان الهيكل، لكن ليو رفض ذلك، مشيرًا إلى أن حقه في الغزو الأخير أقوى من مطالبة فرسان الهيكل الذين فقدوا ممتلكاتهم. بعد فشل بوهيموند في ضم مملكة قيليقيا الأرمنية إلى هدنة مع صلاح الدين الأيوبي عام 1192، دعاه ليو إلى باغراس لبدء المفاوضات. قَبِل بوهيموند العرض، لكن قبض ليو عليه وأجبره على تسليم أنطاكية. على الرغم من أن النبلاء (الذين ارتبطوا ارتباطًا وثيقًا بالنبلاء الأرمن) كانوا على استعداد لقبول حكم ليو، لكن شكّل سكان المدن اليونانيين واللاتينيين وحدة إدارية ومنعوا الجنود الأرمن من احتلال أنطاكية.
استعاد هنري الأول ملك بيت المقدس السلام، وأقنع كل من ليو وبوهيموند بالتخلي عن مطالباتهما بالسيادة على بعضهما البعض. وأكّد احتلال ليو لباغراس. تزوج الابن الأكبر لبوهيموند، ريموند، ابنة أخت ليو ووريثتها المفترضة، أليس. توفي ريموند في أوائل عام 1197، لكن أرملته أنجبت ابنًا بعد وفاته، ريموند روبن. أرسل بوهيموند الثالث البالغ من العمر ستين عامًا أليس وابنها إلى أرمينيا، وأظهر أنه لا يريد الاعتراف بحق حفيده الرضيع في أن يخلفه في أنطاكية.
في غضون ذلك، وحّد ليو الكنيسة الأرمنية في مملكة قيليقيا الأرمنية مع روما واعترف بسيادة الإمبراطور الروماني المقدس هنري السادس. كان مبعوث الإمبراطور، كونراد فيتلسباخ، رئيس أساقفة ماينز، حاضرًا عندما توج ليو بأول ملك على قيليقيا الأرمنية في 6 يناير 1198. سرعان ما ذهب كونراد إلى أنطاكية وأقنع بوهيموند أن يقسم على قبول حق رايموند روبين في وراثة أنطاكية.
عارض الابن الأصغر لبوهيموند الثالث (عم ريموند روبن)، بوهيموند، كونت طرابلس، صحة قسمهم. طرد والده من أنطاكية بدعم من فرسان الهيكل وفرسان الإسبتارية وبلدية البرغر في أواخر عام 1198. بعد ثلاثة أشهر غزا ليو إمارة أنطاكية وأجبر بوهيموند الأصغر على السماح لوالده بالعودة إلى أنطاكية. ودعم البابا إنوسنت الثالث استعادة بوهيموند الثالث في أنطاكية، ولكن بدأ أيضًا استجابة لطلب فرسان الهيكل في حث ليو على إعادة باغراس لهم.

## الحرب

### المرحلة الأولى
عندما توفي بوهيموند الثالث في أبريل، سارع بوهيموند من طرابلس إلى أنطاكية، فنظرًا لأنه كان أقرب أقرباء الأمير الراحل الذين على قيد الحياة، اعترف به من قبل جماعة سكان المدينة باعتباره الوريث الشرعي لوالده. هرب النبلاء الذين اعتبروا ريمون روبن (الابن الوحيد لبوهيموند الثالث الأكبر) الأمير الشرعي إلى مملكة قيليقيا الأرمنية. سدد بوهيموند قرض ريمون الثالث من طرابلس قد اقترضه قبل فترة طويلة من فرسان الإسبتارية، وبالتالي كسبهم إلى جانبه.
استمر ليو في دعم ريموند روبن، مما أثار صراعًا دائمًا مع العديد من مسارح الحرب. خلال الحرب، لم يكن ليو ولا بوهيموند الرابع قادرين على السيطرة على أراضيهم (قليقية وطرابلس، على التوالي) وأنطاكية في نفس الوقت، بسبب عدم كفاية القوات. كان ظاهر غازي، أمير حلب الأيوبي، والحكام السلاجقة في الأناضول على استعداد دائم لغزو قيليقية، بينما سيطر الأيوبيون في حماة وحمص على المنطقة الواقعة بين أنطاكية وطرابلس، مما أعاق تحركات قوات بوهيموند بين الصليبيين.
بعد فترة وجيزة من استيلاء بوهيموند على أنطاكية، حاصرها ليو للضغط على قضية ريموند روبن، لكن اقتحم حلفاء بوهيموند، الظاهر غازي وسليمان الثاني، سلطان الروم السلجوقي، مملكة قيليقيا الأرمنية، وأجبروا ليو على الانسحاب في 1 يوليو 1201. وسرعان ما أرسل رسائل إلى البابا إنوسنت، يبلغه فيها بتعاون بوهيموند مع الحكام المسلمين. غزا ليو أنطاكية مرة أخرى في عام 1202، لكن توسط إيميري، ملك القدس وقبرص، والمندوب البابوي، الكاردينال سوفريدو في هدنة. بعد أن رفض بوهيموند الرابع الاعتراف بحق الكرسي الرسولي في إصدار حكم في قضية خلافة أنطاكية، جدد ليو الحرب. مستفيدًا من غياب بوهيموند، دخل ليو أنطاكية في 11 نوفمبر 1203، لكنه لم يكن قادرًا على الاستيلاء على القلعة التي دافع عنها فرسان المعبد وقوات الوحدة الإدارية. بعد فترة وجيزة، غزا الظاهر غازي قيليقيا مرة أخرى، مما أجبر ليو على العودة إلى مملكته.
ثار رينو آرت من نيفين، الذي تزوج وريثة في مقاطعة طرابلس بدون موافقة بوهيموند ضده في أواخر عام 1204. هزم بوهيموند عند أبواب طرابلس. استولى ليو على الحصون الأنطاكية في جبال أمانوس، والتي كانت تسيطر على الطريق المؤدي إلى أنطاكية. حاصر القلعة في ترابيساك في 25 ديسمبر 1205، لكن هزمت قوات الظاهر غازي جيشه. بعد سحق ثورة رينو نيفين، عاد بوهيموند إلى أنطاكية، وأجبر ليو على توقيع هدنة لمدة ثماني سنوات في صيف 1206.